# Otets Sergiy
Otets Sergiy é um filme de drama russo de 1918 dirigido por Yakov Protazanov.

## Enredo
O filme fala sobre um príncipe rico que foi para um mosteiro depois de saber que sua noiva era a amante do imperador.

## Elenco
- Ivan Mozzhukhin como Kasatsky, later Father Sergius
- Olga Kondorova como Korotkova
- V. Dzheneyeva como Maria
- Vladimir Gajdarov como Nikolai I
- Nikolai Panov
- Nathalie Lissenko
- Iona Talanov
- Vera Orlova
- Pyotr Baksheyev
- Polycarpe Pavloff
- Nikolai Rimsky